# 貝島太助

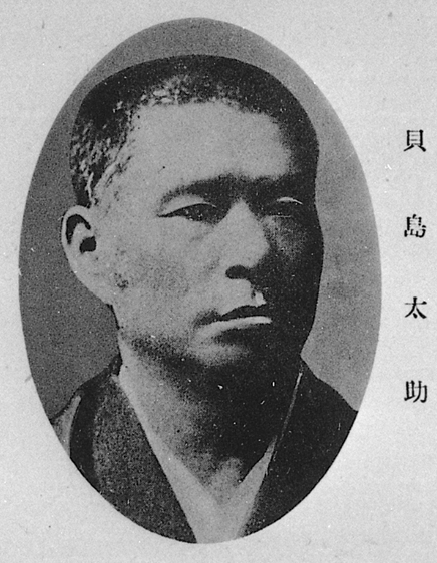
貝島太助

貝島 太助（かいじま たすけ、弘化2年1月11日（1845年2月17日）- 大正5年（1916年）11月1日）は日本の実業家。筑豊御三家の一つである貝島財閥の創始者であり、筑豊炭田のうち貝島炭鉱を開発して「筑豊の炭坑王」「筑豊の石炭王」の異名を取った。

## 経歴
筑前国鞍手郡直方町（現・福岡県直方市）の、行商もする貧農の家に生まれた。時は幕末動乱の真っ只中で、太助の幼少時代は黒船来航、大老・井伊直弼の暗殺（桜田門外の変）、尊王攘夷思想の広まりとさまざまな出来事が相次いで起こり、激動の時代を迎えていた。8歳の頃から、生活のために父とともに石炭掘りの仕事を始めた。炭鉱夫として稼いだ資金を元手に、明治3年（1870年）から炭鉱経営に従事した。明治10年（1877年）の西南戦争による価格の暴騰で巨利を得たこともあったが、炭鉱経営に三度失敗した末、明治18年（1885年）に大之浦炭鉱（鞍手郡上大隈村代ノ浦、現・宮若市上大隈）を開坑した。
その後、次々と鉱区を拡大。明治政府の有力者だった井上馨との縁で、三井財閥からの支援も得た。明治27年（1894年）の日清戦争による好況で更に事業を拡大し、明治31年（1898年）に貝島鉱業合名会社（後の貝島炭礦）を設立。明治42年（1909年）に株式会社に組織変更して石炭事業に専念した。
炭鉱では1909年に243人、1917年に361人といった多数の死者・行方不明者を出すガス爆発事故が発生したが事業は拡大し続けた。
事業の傍ら社会貢献として、貝島私学と呼ばれた私立大之浦小学校（現・宮若市石炭記念館）、私立岩屋小学校なども設立した。大正5年（1916年）11月1日、71歳で死去。
貝島炭鉱はその後、四男の貝島太市が継いだ。家族主義経営を標榜して、従業員とその家族向けに上記の学校のほか病院を整備し、「御安全に」という現在も建設・製造現場で使われる事故防止の標語も掲げて、労働環境に気を配った。第二次世界大戦後、日本のエネルギーは石炭から石油への転換が進んだが、多角化を戒める『貝島家家憲』があったため乗り遅れ、1976年に会社更生法適用を申請して閉山した。

## 家族
- 長男・貝島栄三郞（1913年没）[3][4]
- 二男・貝島栄四郞（1878-1947） - 貝島砿業社長[3][4]
- 三男・貝島健次（1880-1953)  - 戸籍上は叔父・貝島嘉蔵の長男。貝島乾留社長。東京高等工業学校機械科卒業後、太市とともに米国留学[4][5]
- 四男・貝島太市（1880-1967) - 妻は鮎川義介の妹[6]
- 五男・貝島永二（1886-1926） - 貝島林業社長[3][4]
- 養女・千代（1896年生） - 岩村高俊の娘。永二の妻[3][4]

## 参考記事・文献
1. 1 2 3 4 5  福田康生「筑豊石炭王の歴史掘る◇御三家の貝島財閥 創業者や子の伝記まとめる◇『日本経済新聞』朝刊2019年1月8日（文化面）2019年4月15日閲覧。
2. ↑  “2007年12月の周年災害”.   防災情報新聞. 2021年8月27日閲覧。
3. 1 2 3 4  貝島太助『人事興信録』第4版 [大正4(1915)年1月]
4. 1 2 3 4 5  地方財閥の形成者 : 貝島太助・太市と安川敬一郎・松本健次郎　宇田川勝、法政大学イノベーション・マネジメント研究センタ ー ワーキングペーパーシリーズ 巻115 2011-11-18
5. ↑  貝島健次『人事興信録』第8版 [昭和3(1928)年7月]
6. ↑  貝島太市『人事興信録』第4版 [大正4(1915)年1月]

- 福田康生『筑豊の炭坑王・貝島太助の物語』自分史図書館刊、2003年。